# Apus nipalensis
El vencejo oriental (Apus nipalensis) es una especie de ave en la familia Apodidae.

## Distribución y hábitat
Se lo encuentra en Nepal, y el sureste de Asia. 